# Allen J. Furlow
Allen John Furlow, Sr. (ur. 9 listopada 1890 w Rochester, zm. 29 stycznia 1954 tamże) – amerykański polityk, członek Partii Republikańskiej.

## Działalność polityczna
Od 1923 do 1925 zasiadał w Senacie Minnesoty. W okresie od 4 marca 1925 do 3 marca 1929 przez dwie kadencje był przedstawicielem 1. okręgu wyborczego w stanie Minnesota w Izbie Reprezentantów Stanów Zjednoczonych.